# Sembilanus
Sembilanus is een geslacht van hooiwagens uit de familie Epedanidae.
De wetenschappelijke naam Sembilanus is voor het eerst geldig gepubliceerd door Roewer in 1938. 

## Soorten
Sembilanus is monotypisch en omvat slechts de volgende soort:
- Sembilanus rugichelis